# 사크시 탄와르
사크시 탄와르(힌디어: साक्षी तंवर, 영어: Sakshi Tanwar, 1973년 1월 12일 ~ )는 인도의 배우이다.

## 출연 작품
- 당갈 (2016)